# Calebe
Calebe Gonçalves Ferreira da Silva, noto semplicemente come Calebe (Ribeirão Preto, 30 aprile 2000), è un calciatore brasiliano, centrocampista dell'Alavés, in prestito dal Fortaleza.

## Caratteristiche tecniche
È un centrocampista offensivo.

## Carriera
Cresciuto nel settore giovanile del San Paolo, nel 2020 viene ceduto in prestito per una stagione all'Atlético Mineiro. Debutta fra i professionisti il 2 novembre in occasione dell'incontro di Série A perso 3-0 contro il Palmeiras.

## Statistiche
Statistiche aggiornate al 12 dicembre 2020.

### Presenze e reti nei club
| Stagione                | Squadra                 | Campionato              | Campionato | Campionato | Coppe nazionali | Coppe nazionali | Coppe nazionali | Coppe continentali | Coppe continentali | Coppe continentali | Altre coppe | Altre coppe | Altre coppe | Totale | Totale | Totale |
| Stagione                | Squadra                 | Comp                    | Pres       | Reti       | Comp            | Pres            | Reti            | Comp               | Pres               | Reti               | Comp        | Pres        | Reti        | Pres   | Reti   |        |
| ----------------------- | ----------------------- | ----------------------- | ---------- | ---------- | --------------- | --------------- | --------------- | ------------------ | ------------------ | ------------------ | ----------- | ----------- | ----------- | ------ | ------ | ------ |
| 2020                    | Atlético Mineiro        | M1/MG+A                 | 0+11       | 0          | CB              | 0               | 0               |                    | -                  | -                  |             | -           | -           | 11     | 0      |        |
| 2021                    | Atlético Mineiro        | M1/MG+A                 | 5+14       | 1+0        | CB              | 3               | 0               | CL                 | 2                  | 0                  |             | -           | -           | 24     | 1      |        |
| 2022                    | Atlético Mineiro        | M1/MG+A                 | 6+13       | 1+0        | CB              | 3               | 0               | CL                 | 5                  | 0                  | SB          | 0           | 0           | 27     | 1      |        |
| 2023                    | Atlético Mineiro        | M1/MG                   | 3          | 0          |                 | -               | -               |                    | -                  | -                  |             | -           | -           | 3      | 0      |        |
| Totale Atlético Mineiro | Totale Atlético Mineiro | Totale Atlético Mineiro | 52         | 2          |                 | 6               | 0               |                    | 7                  | 0                  |             | -           | -           | 65     | 2      |        |
| 2023                    | Fortaleza               | PD/CE+A                 | 4+9        | 2+0        | CB              | 3               | 0               | CL+CS              | 4+5                | 0+1                | CdN         | 6           | 1           | 31     | 4      |        |
| Totale carriera         | Totale carriera         | Totale carriera         | 65         | 4          |                 | 9               | 0               |                    | 16                 | 1                  |             | 6           | 1           | 96     | 6      |        |

## Palmarès

### Competizioni statali
- Campionato Mineiro: 3

Atlético Mineiro: 2020, 2021, 2022
- Campionato Cearense: 1

Fortaleza: 2023

### Competizioni nazionali
- Campionato brasiliano: 1

Atletico Mineiro: 2021
- Coppa del Brasile: 1

Atletico Mineiro: 2021
- Supercoppa del Brasile: 1

Atletico Mineiro: 2022

#### Competizioni regionali
- Copa do Nordeste: 1

Fortaleza: 2024